# Judolia instabilis
Judolia instabilis är en skalbaggsart som först beskrevs av Samuel Stehman Haldeman 1847.  Judolia instabilis ingår i släktet Judolia och familjen långhorningar. Inga underarter finns listade i Catalogue of Life.